# Baeacis madagascariensis
Baeacis madagascariensis är en stekelart som beskrevs av Granger 1949. Baeacis madagascariensis ingår i släktet Baeacis och familjen bracksteklar. Inga underarter finns listade.